# Mitre Sports International
Mitre Sports International es una compañía inglesa de equipamiento deportivo, dedicada a la fabricación de uniformes, balones, zapatillas y accesorios de fútbol, rugby, baloncesto y críquet.
Fue fundada en Huddersfield, el año 1817, y en sus casi dos siglos de existencia se ha encargado de proveer de equipamiento a varios equipos deportivos profesionales. Los balones Mitre han sido utilizados por la Asociación de Fútbol de Gales, la Premier League de Escocia, la Carling Cup, y por los 72 equipos de la Football League. Está a cargo de la fabricación del balón de baloncesto oficial de Inglaterra y además proporciona del balón oficial de la Federación Italiana de Rugby.

## Historia
En 1817 Crook Benjamin abrió la curtiembre en Huddersfield, Inglaterra, dando su nombre a la compañía que fundó. En 1949 el nombre cambió a "Mitre", la producción de balones de fútbol y pelotas de rugby de clubes de todo el mundo y en 1959 Mitre ampliado en el cricket, de piel suave y bolsas. Calzado deportivo y un año después.
Prominentes del Manchester United, el futbolista Denis Law se convirtió en el primer portavoz oficial de Mitre en 1964, y dos años más tarde, Mitre pasó a convertirse en el proveedor balón oficial de la Asociación inglesa de Fútbol, y durante los siguientes cuarenta años, la FA Cup iba a ser jugado con un Mitre pelota. Muhammad Ali llevaba indumentaria Mitre en su lucha contra la Leon Spinks en Nueva Orleans Stuart Pearce de Manchester City llevaba botines de Mitre en 1977. 
Mitre también fue el proveedor balón oficial de la Copa del Mundo de Rugby 1987, organizada conjuntamente por Australia y Nueva Zelanda. En 1992, Mitre se convirtió en el proveedor de balones oficiales de la recién creada FA Premier League, la introducción de sus balones de fútbol sintético en lugar de pelotas de cuero que había sido utilizado anteriormente. En 2003 el balón Mitre fue utilizado en el Campeonato Mundial de Netball celebrado en Jamaica. El equipo de baloncesto nacional de Inglaterra también se presentó en el torneo de prendas de vestir Mitre.
En 2000 Mitre llegó a la Argentina con la firma de ofertas de muchos equipos de la liga: San Martín de San Juan, Estudiantes de La Plata, Newell´s Old Boys, Unión de Santa Fe, Talleres de Córdoba, Belgrano de Córdoba, Chacarita Juniors y Arsenal de Sarandí.

## Nuevo Milenio
La estrella de fútbol y de UNICEF George Weah se unió a Mitre en 2004 para donar 5000 balones de fútbol a niños de escasos recursos en Liberia y 5000 balones de fútbol a los niños iraquíes. Otro endosatario se unió a Mitre en 2006, cuando jugador de cricket de Australia y prueba récord wicket-tomador, Shane Warne, se firmó llevar calzado Mitre y protección. Luego, en 2007, Mitre lanzó su nuevo y revolucionario Revolución de fútbol a la liga de fútbol, donde cada club juega con su pelota de colores propio club y badged. Esta fue la primera vez que esto había sucedido. Mitre también volvió a entrar en los mercados de ropa con ofertas de kit con el Ipswich Town y el Huddersfield Town FC. En el año de 2008, Mitre firmó con el jugador Luke McAlister a ser el mascarón de proa de su gama de rugby. El mismo año, la compañía firmó un acuerdo con el equipo de El Salvador de fútbol para ser su proveedor exclusivo de uniformes. En 2009 Mitre amplió su negocio en América del Sur transformándose en el proveedor oficial de uniformes de muchos equipos de la liga chilena. En junio de 2011, Mitre extendió su contrato con la Premier League de Escocia para ser el proveedor balón oficial hasta 2015.

## Patrocinios
La siguiente es una lista con equipos, asociaciones y jugadores que visten uniformes y equipos proporcionados por Mitre:

### Clubes
- Deportivo Morón
- Estudiantes (RC)
- Gimnasia y Esgrima (M)
- Los Andes
- Nueva Chicago
- San Martín de Mendoza
- San Martín de San Juan
- Villa Mitre
- Glenn Hoddle Academy

### Asociaciones
Mitre proporciona sus balones oficiales para las siguientes asociaciones de fútbol:
- AFF Championship[note 1]
- The Football Association[note 2]
- Liga Indonesia Baru
  - Liga 1
    - Indonesia President's Cup

  - Liga 2
  - Liga 3
- SPFL[note 3]
- LFF
- LPF
- Russian Cup
- FFL
- FAW[3]
- Netball League (all tournaments)
- Football Association of Singapore[note 4]
- NPSL
- Vietnam Football Federation

### Jugadores
- Mark Schwarzer
- Andrew Plummer
- Nick Jordan
- Nick Jupp
- Tom Smith
- Liam O'Brien
- Luke Denis Le Seve
- Joshua Bowers
- Charlie Tan
- Danny Goldberg
- Andrey Bukhlitskiy
- Chad Harpur
- Ian Joyce
- Neil Etheridge
- Wayne Hennessey
- Rodolfo Zelaya
- Nozawa Yosuke
- Khairulhin Khalid
- Beatrice Tan

### Netball
Mitre proporciona sus balones oficiales para las siguientes asociaciones y jugadores de netball:
- Mo'onia Gerrard[5]
- England national team[5]
- South Africa national team[5]

### Rugby
- Aaron Liffchak[6]
- Peter Bracken[6]
- Luke McAlister[6]
- Albert Van den Berg[6]
- Johann Muller[6]
- Richard Mustoe[6]
- Nick Macleod[6]